# Historia poglądów dotyczących powstania i ewolucji Układu Słonecznego

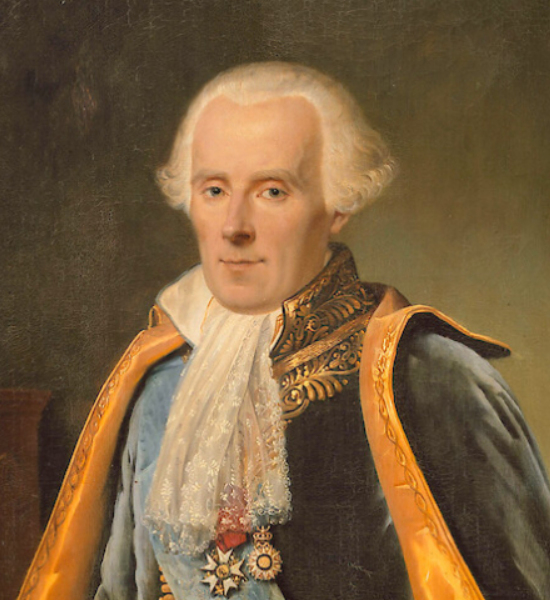
Pierre Simon de Laplace, jeden z twórców hipotezy mgławicy planetarnej.

Historia poglądów dotyczących powstania i ewolucji Układu Słonecznego sięga początków XVII wieku. Mimo że teorie dotyczące początku i losów całego świata sięgają najstarszych znanych źródeł pisanych, to jednak przez większość czasu nie były one powiązane z istnieniem Układu Słonecznego, ponieważ nie było jeszcze wiadomo, że Układ Słoneczny, w obecnym znaczeniu tego pojęcia, w ogóle istnieje. Pierwszym krokiem w kierunku współczesnej teorii powstania i ewolucji Układu Słonecznego było opublikowanie przez Mikołaja Kopernika teorii heliocentrycznej, która umieściła Słońce pośrodku systemu i Ziemię na orbicie wokół niego. Ten pomysł był rozważany od tysiącleci, jednak został powszechnie zaakceptowany dopiero pod koniec XVII wieku. Pierwsze odnotowane użycie pojęcia „Układ Słoneczny” pochodzi z 1704 roku.
Zgodnie z powszechnie akceptowaną hipotezą powstanie i ewolucja Układu Słonecznego rozpoczęły się około 4,6 miliarda lat temu, gdy na skutek grawitacyjnego zapadnięcia się jednej z części niestabilnego obłoku molekularnego rozpoczął się proces formowania Słońca i innych gwiazd. Większość zapadającej się masy z tej części obłoku zebrała się pośrodku, tworząc Słońce, podczas gdy reszta spłaszczyła się, formując dysk protoplanetarny, z którego następnie powstały planety, księżyce, asteroidy i pozostałe małe ciała Układu Słonecznego.
Model ten, znany jako hipoteza mgławicy słonecznej, został po raz pierwszy zaproponowany w XVIII wieku przez Emanuela Swedenborga, Immanuela Kanta i Pierre’a Simona Laplace’a. Jego późniejszy rozwój wymagał współudziału rozmaitych dyscyplin naukowych, takich jak astronomia, fizyka, geologia czy nauki planetarne. Od początków ery podboju kosmosu w latach 50. i poprzez odkrycia planet pozasłonecznych w latach 90. model powstania Układu Słonecznego był zarówno kwestionowany, jak i modyfikowany, aby uwzględnić nowe obserwacje.

## Historia poglądów dotyczących powstania i ewolucji Układu Słonecznego

### Hipoteza mgławicy słonecznej
Powszechnie akceptowana obecnie hipoteza, że Układ Słoneczny powstał poprzez kondensację wirującego obłoku pyłu i gazu, została po raz pierwszy zaproponowana w 1734 roku przez szwedzkiego filozofa Emanuela Swedenborga. W 1755 roku niemiecki filozof Immanuel Kant rozwinął ją, wysuwając przypuszczenie, że obserwowane przez teleskop mgławice mogą być obłokami pyłu, z których powstają nowe gwiazdy i planety. Pierre Simon de Laplace w 1796 jako pierwszy nadał tym spekulacjom formę naukową. W zaproponowanym przez niego modelu Układ Słoneczny powstał z wirującego, sferycznego obłoku gazu. Na skutek grawitacji obłok taki miał zapadać się do środka i, zgodnie z zasadą zachowania momentu pędu, wirować coraz szybciej i ulec spłaszczeniu względem swojej osi obrotu. Pośrodku z większości materii obłoku miała ukształtować się gwiazda centralna, zaś wokół niej pozostały wirujące pierścienie materii. Z tych pierścieni w podobny sposób, choć na mniejszą skalę, miały ukształtować się planety i ich księżyce.
Pierwsze wątpliwości wobec tego modelu pojawiły się ze względu na dystrybucję momentu pędu w Układzie Słonecznym. Słońce, którego masa stanowi 99,86% masy całego Układu Słonecznego, odpowiedzialne jest za niecały 1% całkowitego momentu pędu. Taki rozkład masy i momentu pędu okazuje się niemożliwy, jeżeli Układ Słoneczny rzeczywiście powstał z mgławicy w sposób zaproponowany przez Laplace’a. Innymi słowy, gdyby model zaproponowany przez Laplace’a był prawdziwy, to planety powinny okrążać Słońce dużo wolniej, niż obserwujemy to obecnie. W 1854 roku Édouard Roche próbował uratować model Laplace’a, postulując, że Układ Słoneczny powstał z obłoku gazu wirującego wokół powstałego wcześniej w inny sposób Słońca. Ten model tłumaczył obserwowany rozkład momentu pędu w Układzie Słonecznym, jednak sam nie był pozbawiony innych problemów. W szczególności wymagał on, aby chmura pyłu, z której powstały planety, miała małą masę w porównaniu z gwiazdą centralną. Jednak w 1911 roku James Hopwood Jeans udowodnił, że warunkiem koniecznym powstania planet w obecności sił pływowych Słońca było to, aby gęstość obłoku pyłu stanowiła co najmniej 0,361 średniej gęstości całego systemu, co wykluczyło możliwość powstania planet z obłoku o masie postulowanej wcześniej przez Roche’a. Ze względu na te trudności na początku XX wieku model ten popadł w niełaskę i naukowcy zaczęli rozważać inne możliwości powstania Układu Słonecznego.

### Hipoteza dwóch ciał
Zgodnie z hipotezą dwóch ciał Układ Słoneczny powstał wskutek zderzenia lub oddziaływania grawitacyjnego na Słońce przez inny masywny obiekt. Idea ta sięga wstecz co najmniej do roku 1749, kiedy francuski filozof Georges-Louis Leclerc, hrabia de Buffon zaproponował, że planety powstały z materii wrzuconej w przestrzeń kosmiczną po uderzeniu komety w Słońce. Podczas gdy obecnie idea ta może wydawać się absurdalna, ponieważ masa komet jest nieporównywalnie mniejsza niż masa planet, w XVIII wieku dokładna natura komet nie była jeszcze wystarczająco dokładnie znana. Ostatecznie idea ta została odrzucona w 1796 roku, gdy francuski matematyk Pierre Simon de Laplace wykazał, że wyrzucona w zderzeniu materia znalazłaby się na trajektorii, która ponownie uderzała w Słońce.
Oddzielając powstanie Słońca od powstania planet, hipoteza dwóch ciał próbowała uniknąć problemów związanych z rozkładem momentu pędu w układzie i zbyt wolnym okresem obrotu Słońca wokół własnej osi, jednak jednocześnie wprowadziła ona szereg nowych problemów. Głównym z nich był problem umieszczenia planet na niemal kołowych orbitach, na których znajdują się obecnie.
Chamberlin w 1901 roku i Moulton w 1905 roku zaproponowali nieco inny model, w którym aktywne, młode Słońce okresowo wyrzucało w przestrzeń kosmiczną protuberancje o znacznej masie. Każda z tych protuberancji miała następnie ulegać kondensacji, spowodowanej przez grawitacyjne oddziaływanie przechodzących w pobliżu Słońca gwiazd i w ten sposób na różnych orbitach miały powstać różne planety i ich księżyce. Ta opisowa hipoteza Chamberlina i Moultona została sformalizowana przez Jeansa w 1919 roku. Jednak niedługo później pojawiły się wobec niej wątpliwości. Najpierw w 1929 roku Harold Jeffreys zauważył, że mimo że Jowisz i Słońce mają podobną gęstość, Jowisz obraca się wokół własnej osi kilkadziesiąt razy szybciej niż Słońce, co trudno wytłumaczyć pływową teorią Jeansa. Nieco później, w 1935 roku Henry Norris Russell wykazał, że planety w modelu Jeansa mogły powstać co najwyżej w odległości kilku promieni Słońca od tej gwiazdy, co również zaprzeczało obserwowanym położeniom planet. Wreszcie w 1939 roku Lyman Spitzer argumentował, że materia wyrzucona przez Słońce o temperaturze około 100 tysięcy kelwinów miała zbyt dużo energii termicznej, by ulec kondensacji w planety i powinna ulec rozproszeniu. Także sam Jeans był świadom niedoskonałości swojego modelu i zaproponował jego modyfikację, w której wczesne Słońce było dużo chłodniejsze niż współcześnie i miało rozmiary sięgające obecnej orbity Neptuna. Tak zmodyfikowany model unikał krytycyzmów Russella i Spitzera, jednak dalej nie był satysfakcjonujący, ponieważ wymagał, aby planety krążyły wewnątrz młodego Słońca.

### Hipoteza akrecyjna Schmidta i Lyttletona
W 1944 roku radziecki astronom Otto Szmidt zaproponował, że Słońce w niemal obecnej formie przeszło przez obłok pyłu międzygwiezdnego i w ten sposób uzyskało pyłowo-gazową otoczkę. Początkowo Szmidt uważał, że do uzyskania takiej otoczki przez Słońce konieczne było oddziaływanie grawitacyjne innej gwiazdy, jednak w 1961 roku Raymond Lyttleton wykazał, że otoczka taka mogła powstać wyłącznie na skutek oddziaływań pomiędzy Słońcem a obłokiem międzygwiezdnego pyłu. Z otoczki tej następnie, na skutek akrecji miały powstać planety i księżyce.
Teoria ta osiągnęła pewną popularność, jednak w 1971 roku Wiktor Safronow, analizując szczegółowo proces akrecji, udowodnił, że powstanie planet skalistych zajęłoby około 10 milionów lat, a gazowych olbrzymów co najmniej 10 miliardów lat. Wyniki Safronowa poważnie podważyły znaczenie hipotezy akrecji, ponieważ Układ Słoneczny mający nie więcej niż 5 miliardów lat, jest zbyt młody, aby umożliwić powstanie planet gazowych.

### Hipoteza protoplanetarna McCrea
W 1960 roku William McCrea zaproponował hipotezę protoplanetarną, której celem było zarówno wyjaśnienie niewielkiego obrotowego momentu pędu Słońca, jak i powstanie planet. W tym modelu zarówno Słońce, jak i planety powstają jednocześnie z chmury pyłu międzygwiezdnego. Na skutek turbulencji, w obłoku miało uformować się kilkanaście strumieni materii poruszających się w różnych kierunkach, z których ostatecznie miały się utworzyć Słońce i planety. Ponieważ materia obłoku nie uformowała wirującego dysku, lecz raczej strumienie materii poruszające się w różnych kierunkach, model ten tłumaczył niski moment obrotowy Słońca.
Głównym problemem tej hipotezy jest to, że nie wyjaśnia ona, dlaczego wszystkie planety okrążają Słońce w tym samym kierunku i w niemal jednej płaszczyźnie, ponieważ jest stosunkowo mało prawdopodobne, aby postulowane przez teorię chaotyczne strumienie materii utworzyły się właśnie w taki sposób.

### Powrót hipotezy mgławicy słonecznej
W obliczu faktu, że wszystkie alternatywne hipotezy powstania Układu Słonecznego obarczone były sporymi problemami, w 1978 roku astronom A.J.R. Prentice odnowił zainteresowanie hipotezą mgławicy słonecznej, proponując nowy sposób, w jaki Słońce mogło utracić znaczną część swojego momentu pędu. Gwiazda typu T Tauri, jaką było w początkach swego istnienia Słońce, jest bardzo aktywna i często emituje ponaddźwiękowe strumienie materii. Zdaniem Prentice'a, strumienie takie mogły przekazać część momentu pędu z gwiazdy centralnej do zewnętrznych regionów Układu Słonecznego.
Hipoteza mgławicy słonecznej zyskała również dodatkowe potwierdzenie empiryczne, gdy w latach 80. zaobserwowano obłoki pyłu wokół młodych gwiazd, takich jak na przykład Beta Pictoris. Ponadto wiele młodych gwiazd ma nadmierne promieniowanie w podczerwieni, co również można wyjaśnić tym, że są otoczone obłokami chłodniejszego pyłu i gazu. Obecnie większość astronomów zgadza się, że istnieją mechanizmy pozwalające Słońcu utracić znaczną ilość momentu pędu, będącego głównym problemem XIX-wiecznych wersji hipotezy słonecznej.

## Literatura dodatkowa
- M.M. Woolfson: The Origin and Evolution of the Solar System. 2000. ISBN 0-7503-0458-8. (ang.). Brak numerów stron w książce